# Montrouge
Montrouge là một xã trong vùng đô thị Paris, thuộc tỉnh Hauts-de-Seine, vùng hành chính Île-de-France của nước Pháp, có dân số là 41.700 người (thời điểm 2004).

## Những người con của thành phố
- Robert Doisneau (1912-1994), nhiếp ảnh gia, sinh tại Gentilly, sống từ 1937 tại đây.
- Jean-Jacques Goldman (sinh 1951), tác giả, nhà soạn nhạc, ca sĩ, sống phần lớn thời gian của cuộc đời tại đây, hiện đang sống tại Marseille.
- Octave Lapize (1887-1917), vận động viên đua xe đạp, đoạt giải Tour de France năm 1910.